# Hyalurga gabrielis
Hyalurga gabrielis là một loài bướm đêm thuộc phân họ Arctiinae, họ Erebidae.